# اسمیتفیلد، نیو ساوت ولز
اسمیتفیلد (به انگلیسی: Smithfield) یک حومه شهر در استرالیا است که در نیو ساوت ولز واقع شده‌است.